# NGC 2216
NGC 2216 is een balkspiraalstelsel in het sterrenbeeld Grote Hond. Het hemelobject werd op 23 januari 1835 ontdekt door de Britse astronoom John Herschel.

## Synoniemen
- ESO 556-17
- MCG -4-15-27
- IRAS 06194-2203
- PGC 18877